# Wilhelm Guddorf
Wilhelm Guddorf (Pseudonym Paul Braun; * 20. Februar 1902 in Melle, Belgien; † 13. Mai 1943 in Berlin-Plötzensee), von Beruf Journalist, war ein Widerstandskämpfer im Dritten Reich. Er wird der Widerstandsgruppe um Harro Schulze-Boysen und Arvid Harnack zugerechnet.

## Leben
Wilhelm Guddorf stammte aus einer bürgerlich-katholischen Familie. Sein Vater, Ludwig Guddorf, lehrte 29 Jahre in Melle (Belgien) an der Unterrichtsanstalt Maison de Melle Deutsch, Literatur und Griechisch. 1899 wurde er Professor an der dortigen Handelshochschule. Mit Beginn des Ersten Weltkriegs wurde die Familie als Reichsdeutsche des Landes verwiesen. Sie zog mit fünf Kindern ohne Hab und Gut nach Haselünne. Dort fand Prof. Guddorf eine Anstellung als Lehrer an der Lateinschule (Mittelschule).
Wilhelm Guddorf, der älteste Sohn der Familie, besuchte 1915–1917 die Lateinschule zu Haselünne, anschließend das Königliche Gymnasium zu Meppen und brach in der 12. Klasse die Schule ab, weil er sich mit seinen Eltern wegen seiner „religiösen und moralischen Ansichten“ überworfen hatte. Der Hochbegabte arbeitete vorübergehend als Hauslehrer auf einem Gut in Westpreußen. Dennoch legte er 1921 in Meppen die Reifeprüfung ab und begann ein Studium in Münster in den Fächern Philologie, Philosophie, Geschichte, Literaturgeschichte und Musikwissenschaft. Später beherrschte er alle großen europäischen und slawischen Sprachen, dazu Arabisch, Latein, Griechisch und Hebräisch.
1922 trat er in die KPD ein. Er arbeitete für mehrere kommunistische Zeitungen und übersetzte für sie die ausländische Presse. Im Herbst 1923 wurde er wegen „Vorbereitung zum Hochverrat“ und „Verstoß gegen das Republikschutzgesetz“ festgenommen. Im November 1923 gelang ihm die Flucht aus dem Schutzhaftlager Sennestadt. Im Mai 1926 wurde er gefasst, saß eine Haftstrafe ab und wurde im August 1927 entlassen.
Seit 1923 lebte er unter dem Namen Paul Braun. Mit diesem Pseudonym unterzeichnete er auch die Artikel, die er zunächst für die KPD-Zeitung Freiheit in Düsseldorf und 1926–1933 für das offizielle KPD-Parteiorgan Rote Fahne schrieb – zuletzt als Chefredakteur Außenpolitik.
Ab 1933 verbreitete er unter Verwendung seines Pseudonyms illegale Schriften gegen das NS-Regime und war Mitglied der KPD-Bezirksleitung Berlin-Brandenburg. Im April 1934 wurde er verhaftet, wegen Vorbereitung zum Hochverrat zu drei Jahren Zuchthaus (in Luckau) verurteilt. Danach wurde er für zwei weitere Jahre im KZ Sachsenhausen in Schutzhaft genommen.
Nach seiner Haftentlassung fand er über seinen ehemaligen Redaktionskollegen John Sieg Kontakte zur Gruppe von Harro Schulze-Boysen und Arvid Harnack. Dieses Berliner-Widerstands-Netzwerk, das die Gestapo später als „Rote Kapelle“ bezeichnete, um es fälschlich mit einem sowjetischen Spionagenetz in Westeuropa zu verschmelzen, folgte keinen ideologischen Dogmen. Es war vielmehr eine Gruppe von Menschen mit unterschiedlicher sozialer Herkunft und Weltanschauung.
1940–1942 war Guddorf als Buchhändler in der Gsellius`schen Buchhandlung in Berlin tätig. Durch seine Vermittlung fand auch seine Kollegin und spätere Verlobte, die Dolmetscherin Eva-Maria Buch, Kontakt zur Gruppe um Harro Schulze-Boysen und Arvid Harnack. (Guddorf war seit Januar 1942 von seiner zweiten Frau Hilde, geb. Morgner, geschieden. Seine erste Frau, Stephanie, geb. Pflugrad, war 1928 verstorben.) Schulze-Boysen und Harnack hatten aufgrund ihrer Tätigkeit im Reichsluftfahrtministerium bzw. im Reichswirtschaftsministerium gesicherte Informationen über die militärische Lage an der Front und die Verbrechen der Wehrmacht. Diese tauschten sie in ihrem Netzwerk untereinander aus. Mit kleineren Widerstandsaktionen wurde die Öffentlichkeit mit Klebezetteln und per Post versandten Flugblättern informiert.
Am 15. Oktober 1942 wurde Guddorf erneut verhaftet und am 3. Februar 1943 vom Reichskriegsgericht zum Tode verurteilt. Am 13. Mai 1943 wurden er und zwölf weitere Verurteilte zwischen 19.00 und 19.36 Uhr im Drei-Minuten-Takt im Gefängnis Berlin-Plötzensee durch das Fallbeil enthauptet. Drei Monate später, am 5. August 1943, wurde an gleicher Stelle seine 22-jährige Verlobte Eva-Maria Buch hingerichtet.

## Ehrungen
- Im Berliner Stadtteil Lichtenberg wurde 1972 eine Straße nahe der Zentrale des Ministeriums für Staatssicherheit nach Guddorf benannt.
- Im Berliner Stadtteil Köpenick trug von 1971 bis 1991 die Rahnsdorfer Schule den Namen Wilhelm-Guddorf-Oberschule. Nach dem Ende der SED-Diktatur wählten Lehrer, Eltern und Schüler 1992 den neuen Namen Grundschule an den Püttbergen.